# 世纪大道站 (杭州市)
世纪大道站是建设中的杭州地铁3号线二期和18号线的一座车站。位于中华人民共和国浙江省杭州市临平区南苑街道世纪大道与星河南路交叉口，3号线沿世纪大道布置，18号线沿星河南路布置。

## 车站结构
本站为3号线与18号线L型换乘站。3号线车站沿世纪大道布置，为地下二层岛式车站；18号线车站沿星河南路布置，为地下三层岛式车站。

### 楼层分布
| 1层  | 地面               | 出入口                           |  |  |
| -1层 | 站厅               | 自动售票机、客服中心、商店       |  |  |
| -2层 |                    | █ 3号线 往吴山前村或石马（星桥） |  |  |
|      | 岛式站台，左侧开门 |                                  |  |  |
|      |                    | █ 3号线 往星光街（临平）         |  |  |
| -3层 |                    | █ 18号线 往义桥（文正街）        |  |  |
|      | 岛式站台，左侧开门 |                                  |  |  |
|      |                    | █ 18号线 终点站 下客站台         |  |  |

## 车站周边
车站北侧为康城国际、康城一口等小区，南侧为康城国际南（在建）、水景城、西安新苑(正拆迁)，现状车站周边现基本为居住区。